# Castro-Cillorigo
Castro-Cillorigo es una localidad del municipio de Cillorigo de Liébana, en la comarca de Liébana (Cantabria, España). Se encuentra a 268 m s. n. m. y dista dos kilómetros y trescientos metros de Tama, la capital municipal. Tiene 52 habitantes (INE, 2008). 
De su patrimonio arquitectónico destaca una casona del siglo XVII, la iglesia parroquial de San Vicente Mártir y la ermita de San Francisco (siglo XVII). 
Por Castro-Cillorigo pasa el sendero de pequeño recorrido PR-S.3, llamado «Camino de Arceón», que parte del Collado Joz, entre Lamasón y Peñarrubia, pasa por Cicera, sube al collado de Arceón y baja a Lebeña, para seguir después por Castro-Cillorigo, donde enlaza con el GR-71 (Sendero de la Reserva de Saja), pasa por Potes y llega al Monasterio de Santo Toribio de Liébana. En total, son 24 kilómetros.

## Personajes ilustres
- Francisco Antonio del Corral y Soberón (12 de enero de 1757), hijo del hidalgo Manuel Gregorio del Corral y Soberón (1728-1792) y nieto del hidalgo Félix del Corral y de la Bárcena (1692-1774).[1] Contrajo matrimonio con Phelipa de Mier y Bustamante, natural de Potes, el 5 de junio de 1782 en la iglesia de San Martín de Potes (Cantabria) tal como aparece reflejado en el Archivo Histórico de Potes. Francisco Antonio del Corral y Soberón fue uno de los compradores que se aprovecharon de la desamortización española adquiriendo tierras y propiedades que hasta entonces habían permanecido en manos del clero,[2] lo que contribuyó a incrementar el nivel de posesiones de los ya ricos hidalgos o acaudalados burgueses. Hay que tener en cuenta que estos nobles o burgueses liberales y progresistas de ideas muy avanzadas para la época se beneficiaron de una medida considerada por muchos rabiosamente anticlerical y la Iglesia católica tomó la decisión de excomulgar tanto a los expropiadores como a los compradores de las tierras, razón por la que muchos no se decidieron a comprar directamente las tierras y lo hicieron a través de intermediarios o testaferros,[3] no obstante, finalmente no habrá graves consecuencias y aquellos que se hicieron con dichas posesiones acabarían conservándolas, e incluso incrementándolas, sin sufrir serios perjuicios. Además, mientras que en la zona meridional, de predominio latifundista, no existían pequeños agricultores que tuvieran recursos económicos suficientes para pujar en las subastas de grandes propiedades ni burgueses de mentalidad emprendedora con sensibilidad social, lo que reforzó el latifundismo propio del sur de España, esto no ocurrió, sin embargo, en términos generales, en la franja norte del país, mucho más dinámica y atenta a la realidad social y circundante de sus comarcas. Francisco Antonio del Corral y Soberón adquirió muchos de los bienes expropiados a la Iglesia durante las desamortizaciones de los períodos liberales, bienes que acabarían administrando -e incrementando- sus hijos, como el político progresista, rico hacendado y propietario Juan Antonio del Corral y de Mier (1796-1869), nacido también en Castro-Cillorigo, pero vinculado a la villa de Sahagún y su área de influencia. Francisco Antonio del Corral y Soberón fue guerrillero durante la ocupación francesa (Guerra de la Independencia) y alcanzó el grado de coronel (recibiría la condecoración, Cruz de Distinción, que le otorgaría el rey Fernando VII en 1815[4]). Entre los bisnietos de Francisco Antonio del Corral y Soberón se hallarían el terrateniente y dinámico empresario de la burguesía de Sahagún Lucinio del Corral y Flórez o el concejal republicano de Sahagún en 1913 Constancio del Corral Flórez. Fue tataranieto suyo el reputado profesor y matemático José del Corral y Herrero (padre de Agustín del Corral Llamas). Francisco Antonio del Corral y Soberón fue una relevante figura de Castro-Cillorigo poco reivindicada y que quedaría difuminada en la intrahistoria a pesar de su enorme trascendencia. Su hermana Clara Isabel del Corral y Soberón (1768), casada con Manuel Tomás de Azcárate, fue la madre del célebre filósofo Patricio de Azcárate Corral (1800-1886) y, por tanto, la abuela del celebérrimo filósofo krausista Gumersindo de Azcárate (1840-1917).